# Anneke van Dok-van Weele
Anneke van Dok-van Weele (Zaandam, 24 oktober 1947) is een Nederlandse voormalige politica. Namens de Partij van de Arbeid (PvdA) heeft zij politieke functies vervuld op zowel lokaal als nationaal niveau.
In de jaren 70 werkte Van Dok als journaliste voor diverse kranten. In die tijd was zij ook gemeenteraadslid van Zwaag. Toen die gemeente door een herindeling werd opgeheven, werd ze in 1979 gekozen in de raad van Hoorn. Tegelijkertijd werd ze wethouder van onderwijs en vanaf 1982 tevens locoburgemeester. In 1984 vertrok ze uit Hoorn, om burgemeester te worden van Diemen. In 1990 werd zij burgemeester van Velsen, waar zij vier jaar bleef.
In 1994 werd Van Dok beëdigd als staatssecretaris van Economische zaken in het Eerste Paarse Kabinet. Deze functie vervulde ze slechts één termijn, om vervolgens als Kamerlid verder te gaan. In juni 1999 werd ze geïnstalleerd als burgemeester van Vlissingen. In 2005 werd zij benoemd voor nog een termijn van zes jaar.
Anneke van Dok-van Weele stapte op 1 januari 2008 op als burgemeester van Vlissingen, samen met de wethouders. Het college stapte op als gevolg van problemen bij het nieuwbouwplan Scheldekwartier.
Per 4 oktober 2009 werd Van Dok waarnemend burgemeester van de gemeente Niedorp. Op 1 januari 2012 ging die gemeente op in de nieuwe gemeente Hollands Kroon.
- Parlement.com: vg09llhc0vxr